# Ophiocistioidea
Ophiocistioidea é uma extinta classe de equinodermos do Paleozoico. 
Ophiocistioidea tinha um corpo achatado em forma de cúpula encerrado em um teste de placa de calcário sólido, semelhante à de um ouriço do mar moderno.